# Mindaugas Kalonas
Mindaugas Kalonas (ur. 28 lutego 1984 w Wilnie) – litewski piłkarz grający na pozycji pomocnika. Były piłkarz Stomilu Olsztyn oraz reprezentant Litwy.

## Kariera piłkarska

### Kariera klubowa
Jest wychowankiem klubu Žalgiris Wilno. W 2002 przeszedł do rosyjskiego Dinama Moskwa, ale występował tylko w drużynie rezerwowej (4 bramki w 22 meczach). Potem przeniósł się do Rubina Kazań, ale również występował tylko w drużynie rezerw (5 bramek w 32 grach). Następnie próbował zagrać w SC Braga, ale nie przeszedł testów. W 2005 przeszedł do klubu Liepājas Metalurgs. W 2007 powrócił do Rosji, gdzie został piłkarzem Kubania Krasnodar, ale ponownie występował przeważnie w drużynie rezerw. Dlatego w następnym sezonie przeniósł się do FK Rīga, a latem 2008 roku do irlandzkiego klubu Bohemians Dublin. Zimą 2009 podpisał kontrakt z ukraińskim Metałurhiem Zaporoże. Podczas przerwy zimowej 2011/12 przeszedł do rosyjskiego FK Niżny Nowogród. W sezonie 2012/13 występował w zespole beniaminka I ligi - Stomilu Olsztyn. Od Wiosny sezonu 2012/2013 jest piłkarzem azerskiego klubu, Rəvan Baku.

## Kariera reprezentacyjna
Od 2006 występuje w reprezentacji Litwy.

## Sukcesy i odznaczenia

### Sukcesy klubowe
- mistrz Łotwy: 2005
- zdobywca Pucharu Łotwy: 2006
- mistrz Irlandii: 2008
- zdobywca Pucharu Irlandii: 2008